# 伊万里湾

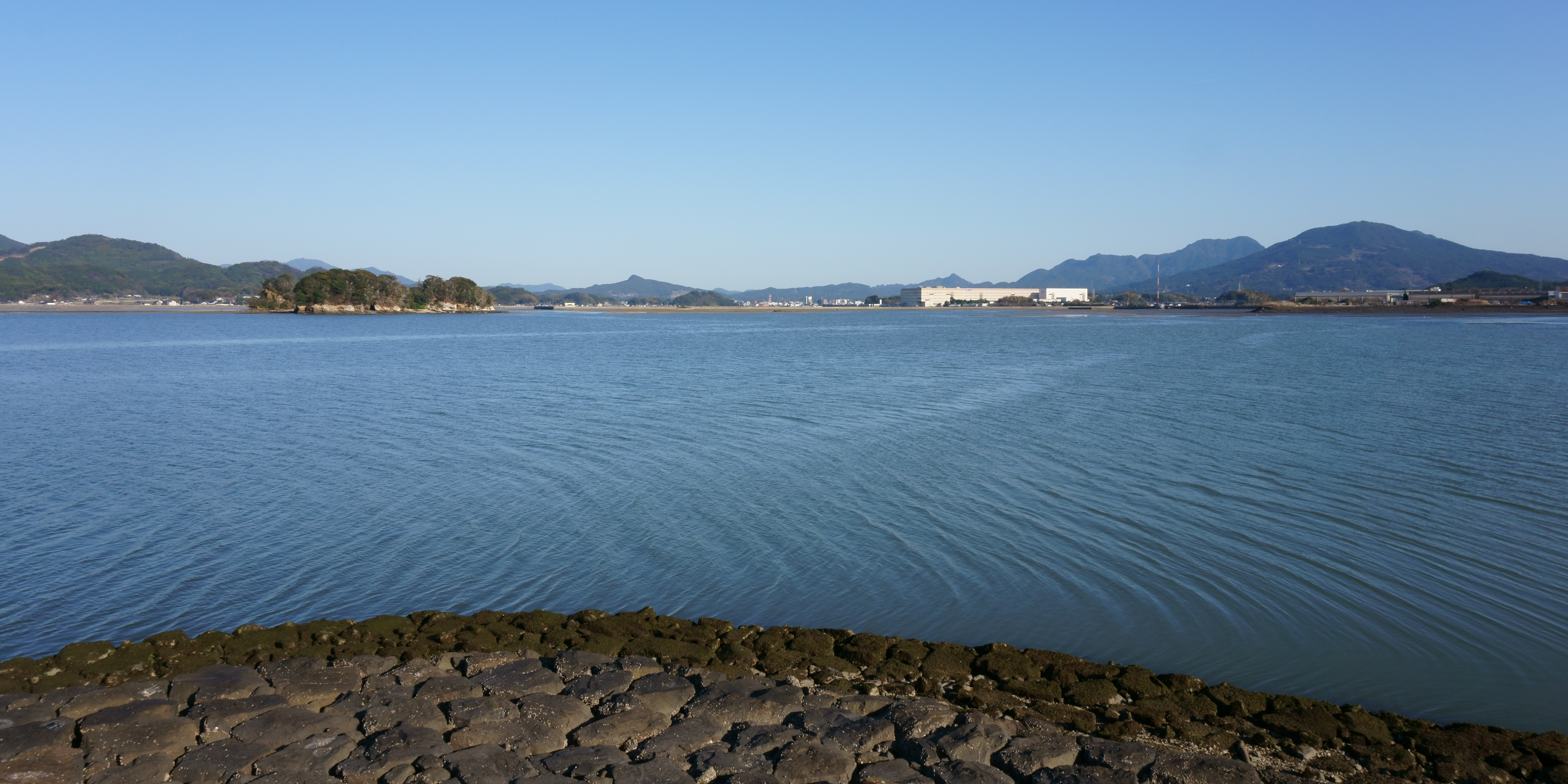
楠久津公園の岸壁から望む湾奥

伊万里湾（いまりわん）は佐賀県と長崎県に跨る内湾。沿岸は佐賀県伊万里市・唐津市および長崎県松浦市に属する。

## 概要
東側の東松浦半島と西側の北松浦半島に挟まれた内湾。湾口部には鷹島のほか、青島、黒島、向島がある。湾口には西から、北松浦半島からの突出部である星鹿半島と青島の間の津崎水道、青島と鷹島の間の青島水道、高島と東松浦半島の間の日比水道の3つの開口部がある。
また、湾奥には福島や飛島（大飛島）のほか小島や浅瀬がある。これらはいろは島と呼ばれる景勝地で、唐津市肥前町に展望台がある。なお、上のうち有人島は青島、鷹島、福島、飛島（いずれも松浦市）である。
湾には志佐川・佐代川・有田川・伊万里川など多くの川が流入する。これらの河川によって湾内には土砂が堆積し、特に有田川と伊万里川が流入する湾奥部には干潟が発達する。干潟の生態系も残り、希少なカブトガニなども記録されている。
湾奥部にはかつて干潟だった埋立地や干拓地が多く、港湾設備・工場・水田が広がる。湾に架けられている橋としては、東岸の伊万里市波多津町と福島の間に福島大橋が、湾奥の狭い部分を横切る伊万里湾大橋がある。さらに唐津市肥前町と鷹島を繋ぐ鷹島肥前大橋が建設され、2009年4月18日に開通した。